# Henry Klumpenhouwer
Henry James Klumpenhouwer ist ein kanadischer Musikwissenschaftler.

## Leben
Klumpenhouwer studierte Musik an der University of Alberta und an der Harvard University. Von 1991 bis 2012 unterrichtete er an der University of Alberta. Er ist Professor für Musiktheorie an der Eastman School of Music. Von 2007 bis 2009 war er Herausgeber des Music Theory Spectrum. In seinen Schriften befasst er sich mit der Analyse der atonalen Musik, der Geschichte der Musiktheorie und der Methodologie der Musikanalyse. Mit seinem Lehrer David Lewin entwickelte er das Klumpenhouwer network, ein System der Verbindung zwischen verschiedenen Tonklassen.